# Wisselbad
Bij het wisselbad wordt na elkaar koud en warm water gebruikt voor het baden of douchen. Aan de wisseling worden therapeutische effecten toegeschreven, zoals in de Kneipptherapie, daarnaast wordt het door sommigen als prettig ervaren.

## Effecten
Het effect van een wisselbad is dat de bloedsomloop gestimuleerd en getraind wordt. Warm water zal de bloedvaten doen uitzetten. Het bloed - dat wordt opgewarmd door het waterbad - zal het gehele lichaam innerlijk verwarmen. De bloeddruk daalt. In het koude water zullen de vaten zich weer vernauwen en de bloeddruk zich herstellen. De training van de bloedvaten zit hem in deze pompwerking.
Er worden meerdere gezondheidseffecten aan het wisselbad toegeschreven,
- Bevordering van de bloedsomloop
- Tegen slapeloosheid en vermoeidheid
- Tegen aambeien
- Preventief tegen wintervoeten en handen
- Menstruatiekrampen verlichtend
- Tegen cellulitis
- Astma verlichtend
- Trainingsherstellend
- Reuma en gewrichtspijn verlichtend
- Tegen overmatig zweten
- Algehele weerstandsvermogen

## Sporten
Na zeer intensief sporten kunnen wisselbaden herstelbevorderend voor de spieren zijn. Het koude water zal mogelijke zwellingen laten slinken en trainingspijntjes verminderen. Afvalstoffen zoals melkzuur worden sneller afgevoerd.
Het warme water herstelt de lichaamstemperatuur en zal de zuurstoftoevoer verbeteren.

## Winterhanden en wintervoeten
Wissel-voetbaden of wissel-handbaden worden weleens ingezet ter preventie van perniosis
De kuur is dan,
- Houd handen of voeten 3 minuten in het warme water, daarna een halve minuut in koud water gevolgd door weer 3 minuten in warm water en een halve minuut in koud water. Deze reeks kan meerdere keren na elkaar uitgevoerd worden. Echter het laatste bad dient altijd koud te zijn.

## Schotse-douche
Een Schotse-douche is een wisseldouche. Deze vorm van wisselbaden kunnen de meeste mensen thuis nemen die geen beschikking hebben over een sauna of vol-wisselbaden.
Men kan eenvoudig de warme kraan dicht en open draaien.
De kuur kan als volgt verlopen,
- 1 tot 3 minuten warmwater afgewisseld met 10 tot 30 seconden koud water. Dit meerdere keren - bijvoorbeeld 5 of 6 - achter elkaar herhalen. Als laatste komt altijd de koude douche.

Een anekdote verhaalt dat het Schotse hierin de Schotse zuinigheid zou betreffen. Immers, wanneer men de helft van de tijd met koud water doucht, dan zal de helft van de stookkosten voor dat warme water worden bespaard.